# Orthogrammica purpurascens
Orthogrammica purpurascens är en fjärilsart som beskrevs av Bethune-Baker 1906. Orthogrammica purpurascens ingår i släktet Orthogrammica och familjen nattflyn. Inga underarter finns listade i Catalogue of Life.